# ⱱ
ⱱ (V с крюком справа/лигатура vɾ) — буква расширенной латиницы, символ Международного фонетического алфавита. 

## Использование
Используется в МФА для обозначения губно-зубного одноударного согласного. Графема была официально утверждена в 2005 году как лигатура букв v (обозначает звонкий губно-зубной спирант) и ɾ (обозначает альвеолярный одноударный согласный); ранее в африканской фонологии использовался символ ⱴ, не входивший в МФА. Символ ⱱ стал первым за 12 лет, добавленным в МФА.